# Quatuor Juilliard
Le Quatuor Juilliard est un quatuor à cordes américain fondé en 1946 à la Juilliard School de New York sous l'impulsion de William Schuman.

## Historique
Les membres fondateurs étaient Robert Mann et Robert Koff aux premier et second violons, Raphael Hillyer à l'alto, et Arthur Winograd au violoncelle ; les membres actuels sont Joseph Lin et Ronald Copes aux premier et second violons, Roger Tapping à l'alto, et Joel Krosnick au violoncelle. Le quatuor est en résidence à la Juilliard School et à la Bibliothèque du Congrès. Il a aussi reçu nombre de récompenses dont quatre Grammys et il est membre de la National Academy Recording Arts and Sciences’ Hall of Fame.
En 2009, Nick Eanet remplace Joel Smirnoff au poste de premier violon. En 2010, il démissionne pour raisons de santé et il est remplacé en 2011 par Joseph Lin. En 2013, Roger Tapping remplace Samuel Rhodes à l'alto et en septembre 2016, Astrid Schween succède à Joel Krosnick au violoncelle. Il n'y a plus de membre fondateur depuis le départ de Robert Mann en 1997 et Ronald Copes devient en septembre 2016 le musicien le plus ancien actuellement présent dans le quatuor.

## Membres

### Premier violon
- 1946 : Robert Mann (en)
- 1997 : Joel Smirnoff
- 2009 : Nick Eanet
- 2011 : Joseph Lin (en)

### Second violon
- 1946 : Robert Koff
- 1958 : Isidore Cohen (en)
- 1966 : Earl Carlyss
- 1986 : Joel Smirnoff
- 1997 : Ronald Copes

### Alto
- 1946 : Raphael Hillyer (en)
- 1969 : Samuel Rhodes
- 2011 : Roger Tapping

### Violoncelle
- 1946 : Arthur Winograd (en)
- 1955 : Claus Adam (en)
- 1974 : Joel Krosnick (en)
- septembre 2016 : Astrid Schween[1]

## Répertoire
Le quatuor joue un répertoire d'œuvres classiques. Il a enregistré des œuvres de compositeurs tels que Beethoven, Mendelssohn, Bartók (trois enregistrements, 1949, 1963 et 1981), Debussy, Ives et Chostakovich. Il est aussi le promoteur de compositeurs contemporains comme Elliott Carter et Milton Babbitt. Plusieurs interprètes ont joué avec le quatuor, dont Aaron Copland, Yo-Yo Ma, et Maurizio Pollini.

## Discographie
Depuis 1949, le quatuor a collaboré avec la firme Columbia Records devenu CBS Masterworks, actuellement Sony Classical et leur discographie comprend plus de 100 enregistrements couvrant un large répertoire.

## Récompenses
Grammy Award pour la meilleure interprétation de musique de chambre :
- Beethoven : Les derniers quatuors (1985)
- Schönberg : Intégrale des quatuors à cordes (1978)
- Debussy : Quatuor à cordes en sol mineur / Ravel: Quatuor à cordes en fa majeur (1972)
- Bartók : les six quatuors à cordes (1966)